# Pink Floyd World Tour 1968
Pink Floyd World Tour 1968 var en världsomfattande konsertturné av Pink Floyd som pågick mellan februari och december 1968. Under turnén besökte gruppen Europa och Nordamerika.

## Historia
Turnén började med oroligheter inom gruppen då bandets sologitarrist, sångare och huvudsaklige låtskrivare Syd Barrett lämnade bandet i april 1968. Trots att Barrett lämnade gruppen i april, så hade han inte spelat med bandet sedan januari samma år, då de under en kort tid blev en kvintett med gitarristen David Gilmour, som snart skulle ersätta Barrett helt och hållet. Som huvudsaklig frontman hade Barrett varit en central del av konserterna, trots att basisten Roger Waters kunde leda bandet genom en serie svåra konserter i Europa. Många av dessa konserter ägde rum vid musikfestivaler i Europa, även om bandet började bli populära i universitetskretsar runt om i Storbritannien. På dessa arenor mottogs bandet med stor respekt, då hela publiken ibland kunde vara knäpptysta till den sista noten hade spelats.
Turen startade den 17 februari i Patronaatsgebouw i Nederländerna och höll på till den 28 december då den även avslutades i Nederländerna. Turnén var anpassad efter bandets inspelningsschema.
Efter att Barrett lämnat bandet, blev många av hans låtar gradvis bortplockade från bandets spellista under turnén, medan några av hans kompositioner stannade i bandets repertoar ända till 1971, särskilt "Interstellar Overdrive" och "Astronomy Domine". Den senare låten dubblerades i längd med ett orgelsolo och utökade verser. "Set the Controls for the Heart of the Sun" hade spelats live under senare delen av 1967 med Barrett, men under turnén 1968 utökade bandet dess arrangemang med mer gitarr och orgel. Låten kom att spelas på varje konsert med Pink Floyd ända till 1972. Under 1968 började bandet att använda en stor gong.
"Careful with That Axe, Eugene", som introducerades i början av 1968 under titlarna "Murderistic Women" och "Keep Smiling People", skulle visa sig bli en stor del i bandets konserter ända till 1973. Låten förlängdes gradvis under året, och under vissa konserter kunde låten endast vara 4 minuter, och en annan kväll hela 8 minuter.
Ett annat tillägg som utökades under konserterna var "The Massed Gadgets of Hercules": en tidig kort version av "A Saucerful of Secrets". Som "Careful with That Axe, Eugene", utökades låten från 6 minuter till omkring 11 minuter.

## Turnédatum
| Datum             | Stad                       | Land          | Arena                                 |
| Europa            | Europa                     | Europa        | Europa                                |
| ----------------- | -------------------------- | ------------- | ------------------------------------- |
| 17 februari 1968  | Terneuzen                  | Nederländerna | Patronage Hall                        |
| 17 februari 1968  | Vlissingen                 | Nederländerna | Vlissingen Concert Hall               |
| 18 februari 1968  | Bryssel                    | Belgien       | RTB TV Studios (Vibrato)              |
| 19 februari 1968  | Bryssel                    | Belgien       | RTB TV Studios (Tienerklanen)         |
| 20 februari 1968  | Paris                      | Frankrike     | ORTF TV Studios (Bouton Rouge)        |
| 21 februari 1968  | Paris                      | Frankrike     | ORTF TV Studios (Discorama)           |
| 22 februari 1968  | Leuven                     | Belgien       | Rijschool                             |
| 23 februari 1968  | Antwerpen                  | Belgien       | Pannenhuis                            |
| 24 februari 1968  | Bryssel                    | Belgien       | Cheetah Club                          |
| 25 februari 1968  | Bussum                     | Nederländerna | De Engh                               |
| 26 februari 1968  | Cambridge                  | England       | Lion Hotel                            |
| 4 mars 1968       | Isleworth                  | England       | Isleworth Film Studios                |
| 9 mars 1968       | Manchester                 | England       | Manchester Technical College          |
| 14 mars 1968      | Belfast                    | Nordirland    | Whitla Hall 2 shows                   |
| 15 mars 1968      | Oxford                     | England       | Stage Club, Clardendon Restaurant     |
| 16 mars 1968      | London                     | England       | Casino Hotel, Tagg's Island           |
| 16 mars 1968      | London                     | England       | Middle Earth                          |
| 17 mars 1968      | Ertvelde                   | Belgien       | Club '67                              |
| 20 mars 1968      | Liverpool                  | England       | New Grafton Rooms                     |
| 22 mars 1968      | London                     | England       | Woolwich Polytechnic                  |
| 24 mars 1968      | Frankfurt                  | Västtyskland  | Volksbildungsheim                     |
| 25 mars 1968      | Zurich                     | Schweiz       | Okänt                                 |
| 26 mars 1968      | London                     | England       | Barnes Common                         |
| 28 mars 1968      | East Stratford             | England       | Abbey Mills Pumping Station           |
| 31 mars 1968      | Groningen                  | Nederländerna | Concertzaal De Jong                   |
| 11 april 1968     | White City                 | England       | BBC TV Centre (All My Loving)         |
| 12 april 1968     | Bryssel                    | Belgien       | RTB TV Studios                        |
| 13 april 1968     | Bryssel                    | Belgien       | RTB TV Studios                        |
| 14 april 1968     | Bryssel                    | Belgien       | RTB TV Studios                        |
| 18 april 1968     | Rom                        | Italien       | Piper Club                            |
| 19 april 1968     | Rom                        | Italien       | Piper Club                            |
| 20 april 1968     | RAF Waddington             | England       | Raven Club                            |
| 30 april 1968     | Zaandam                    | Nederländerna | VARA TV Studios (Moef Ga Ga)          |
| 3 maj 1968        | London                     | England       | Westfield College                     |
| 4 maj 1968        | Bryssel                    | Belgien       | Theater 140                           |
| 5 maj 1968        | Bryssel                    | Belgien       | Theater 140                           |
| 6 maj 1968        | Rom                        | Italien       | Palazzo dello Sport EUR               |
| 11 maj 1968       | Falmer                     | England       | University of Sussex                  |
| 17 maj 1968       | London                     | England       | Middle Earth                          |
| 22 maj 1968       | Antwerpen                  | Belgien       | Hotel Billiard Palace                 |
| 23 maj 1968       | Amsterdam                  | Nederländerna | Paradiso 2 konserter                  |
| 24 maj 1968       | Lapworth                   | England       | The Punchbowl Hotel                   |
| 25 maj 1968       | Wishaw                     | England       | The Belfry Hotel                      |
| 26 maj 1968       | London                     | England       | PF Middle Earth (för OZ Magazine)     |
| 31 maj 1968       | Amsterdam                  | Nederländerna | Paradiso                              |
| 31 maj 1968       | Amsterdam                  | Nederländerna | Fantasio                              |
| 1 juni 1968       | Amsterdam                  | Nederländerna | Lijn 3                                |
| 1 juni 1968       | Bussum                     | Nederländerna | De Engh                               |
| 1 juni 1968       | Apeldoorn                  | Nederländerna | Eurobeurs                             |
| 2 juni 1968       | Vlissingen                 | Nederländerna | Concertgebouw                         |
| 3 juni 1968       | Heesch                     | Nederländerna | De Pas                                |
| 3 juni 1968       | Weesp                      | Nederländerna | Weesp Centrum                         |
| 8 juni 1968       | Haverfordwest              | Wales         | Market Hall                           |
| 12 juni 1968      | Cambridge                  | England       | May Ball - King's College             |
| 14 juni 1968      | London                     | England       | University College London             |
| 15 juni 1968      | Manchester                 | England       | Magic Village                         |
| 21 juni 1968      | Oxford                     | England       | Commemoration Ball - Balliol College  |
| 22 juni 1968      | Haag                       | Nederländerna | Houtrusthallen                        |
| 25 juni 1968      | London                     | England       | BBC Piccadilly Studios (Top Gear)     |
| 26 juni 1968      | Sheffield                  | England       | Sheffield University                  |
| 28 juni 1968      | Shrewsbury                 | England       | Music Hall                            |
| 29 juni 1968      | London                     | England       | Hyde Park Free Concert - Hyde Park    |
| Nordamerika       |                            |               |                                       |
| 8 juli 1968       | Chicago, Illinois          | USA           | Kinetic Playground                    |
| 12 juli 1968      | Detroit, Michigan          | USA           | Grande Ballroom                       |
| 13 juli 1968      | Ann Arbor, Michigan        | USA           | Fifth Dimension                       |
| 15 juli 1968      | New York                   | USA           | The Scene                             |
| 16 juli 1968      | New York                   | USA           | The Scene                             |
| 17 juli 1968      | New York                   | USA           | The Scene                             |
| 18 juli 1968      | Boston, Massachusetts      | USA           | Boston Tea Party                      |
| 19 juli 1968      | Boston, Massachusetts      | USA           | Boston Tea Party                      |
| 20 juli 1968      | Boston, Massachusetts      | USA           | Boston Tea Party                      |
| 23 juli 1968      | Philadelphia, Pennsylvania | USA           | WKBS-TV Studios (The Hy-Lit Show)     |
| 24 juli 1968      | Philadelphia, Pennsylvania | USA           | Philadelphia Music Festival           |
| 26 juli 1968      | Los Angeles, Kalifornien   | USA           | Shrine Exposition Hall                |
| 27 juli 1968      | Los Angeles, Kalifornien   | USA           | Shrine Exposition Hall                |
| 2 augusti 1968    | San Francisco, Kalifornien | USA           | Avalon Ballroom                       |
| 3 augusti 1968    | San Francisco, Kalifornien | USA           | Avalon Ballroom                       |
| 4 augusti 1968    | San Francisco, Kalifornien | USA           | Avalon Ballroom                       |
| 9 augusti 1968    | Seattle, Washington        | USA           | Eagles Auditorium                     |
| 10 augusti 1968   | Seattle, Washington        | USA           | Eagles Auditorium                     |
| 11 augusti 1968   | Seattle, Washington        | USA           | Eagles Auditorium                     |
| 16 augusti 1968   | Sacramento, Kalifornien    | USA           | Sound Factory                         |
| 17 augusti 1968   | Sacramento, Kalifornien    | USA           | Sound Factory                         |
| 23 augusti 1968   | Los Angeles, Kalifornien   | USA           | The Bank                              |
| 24 augusti 1968   | Los Angeles, Kalifornien   | USA           | The Bank                              |
| Europa            |                            |               |                                       |
| 24 augusti 1968   | Prestatyn                  | Wales         | The Royal Lido, Central Beach         |
| 31 augusti 1968   | Kasterlee                  | Belgien       | Kastival 68 Festival                  |
| 1 september 1968  | Amsterdam                  | Nederländerna | Paradiso                              |
| 4 september 1968  | Richmond                   | England       | Richmond Athletic Club                |
| 6 september 1968  | Paris                      | Frankrike     | ORTF TV Studios (Samedi et Compagnie) |
| 7 september 1968  | Paris                      | Frankrike     | Le Bilboquet                          |
| 8 september 1968  | Chatelet                   | Belgien       | Chatelet Teenage Festival             |
| 13 september 1968 | Erdington                  | England       | Mothers                               |
| 14 september 1968 | Leeuwarden                 | Nederländerna | Fuq Festival                          |
| 20 september 1968 | Bristol                    | England       | Victoria Rooms                        |
| 26 september 1968 | Newcastle                  | England       | Mayfair Ballroom                      |
| 27 september 1968 | Dunoon                     | Skottland     | Queens Hall                           |
| 28 september 1968 | Essen                      | Västtyskland  | Grugahalle                            |
| 1 oktober 1968    | Glasgow                    | Skottland     | The Maryland Ballroom                 |
| 4 oktober 1968    | Erdington                  | England       | Mothers                               |
| 6 oktober 1968    | London                     | England       | The Country Club - Belsize Park       |
| 16 oktober 1968   | Lyon                       | Frankrike     | Théâtre du Huitième                   |
| 18 oktober 1968   | Norwich                    | England       | The Industrial Club                   |
| 19 oktober 1968   | Bryssel                    | Belgien       | Théâtre 140                           |
| 20 oktober 1968   | Bryssel                    | Belgien       | Théâtre 140 2 shows                   |
| 25 oktober 1968   | London                     | England       | The Boat House - Kew                  |
| 26 oktober 1968   | London                     | England       | Imperial College London               |
| 1 november 1968   | Portsmouth                 | England       | Highbury Technical College            |
| 2 november 1968   | London                     | England       | London College Of Printing            |
| 7 november 1968   | London                     | England       | Porchester Hall - Bayswater           |
| 8 november 1968   | London                     | England       | Fishmonger's Arms - Wood Green        |
| 15 november 1968  | München                    | Västtyskland  | Blow Up Club                          |
| 16 november 1968  | Olten                      | Schweiz       | Restaurant Olten-Hammer               |
| 17 november 1968  | Zürich                     | Schweiz       | Kongresshaus                          |
| 22 november 1968  | Richmond                   | England       | Richmond Athletic Club                |
| 23 november 1968  | London                     | England       | Regent Street Polytechnic             |
| 24 november 1968  | London                     | England       | Country Club - Belsize Park           |
| 27 november 1968  | Newcastle-under-Lyme       | England       | Keele University                      |
| 29 november 1968  | London                     | England       | Bedford College                       |
| 2 december 1968   | London                     | England       | Maida Vale Studios (Top Gear)         |
| 5 december 1968   | Bournemouth                | England       | Royal Arcade Ballrooms                |
| 7 december 1968   | Liverpool                  | England       | Liverpool Stadium                     |
| 8 december 1968   | Glamorgan                  | Wales         | ABC Cinema                            |
| 12 december 1968  | Dundee                     | Skottland     | College Of Art                        |
| 13 december 1968  | Leeds                      | England       | Marquee Club                          |
| 14 december 1968  | Slough                     | England       | Slough College of Technology          |
| 15 december 1968  | Newcastle upon Tyne        | England       | Newcastle City Hall                   |
| 20 december 1968  | London                     | England       | BBC Paris Cinema (Radio One Club)     |
| 27 december 1968  | Rotterdam                  | Nederländerna | De Doelen                             |
| 28 december 1968  | Utrecht                    | Nederländerna | Margriethal-Jaarbeurs                 |

## Setlist
En typisk spellsita från turnén 1968 innehöll i regel några av följande låtar:
1. "Astronomy Domine"
2. "Interstellar Overdrive"
3. "Set the Controls for the Heart of the Sun"
4. "Pow R. Toc H."
5. "Let There Be More Light"
6. "The Massed Gadgets of Hercules" (spelades först den 23 maj 1968, omdöpt till "A Saucerful of Secrets")
7. "Flaming"
8. "Keep Smiling People" (en tidig version av "Careful with That Axe, Eugene")

Övriga låtar
1. "Remember a Day" (endast spelad den 6 maj 1968)
2. "It Would Be So Nice" (endast spelad den 11 maj 1968)
3. "Matilda Mother" (endast spelad den 26 juli 1968)

## Medlemmar
- David Gilmour – gitarr, sång
- Roger Waters – bas, sång
- Rick Wright – keyboards, sång
- Nick Mason – trummor

### Turnérande medlemmar
- Roy Harper – cymbaler på "A Saucerful of Secrets" i Hyde Park, 29 juni